# Rima Batalova
Pour les articles homonymes, voir Batalova.
Rimma Batalova, née le 1er janvier 1964 en République socialiste soviétique autonome bachkire (en URSS), est une femme politique et ancienne athlète russe.
Athlète, elle est sélectionnée pour participer à la toute première délégation soviétique aux Jeux paralympiques d'été, lors des Jeux de 1988 à Séoul. Concourant aux épreuves d'athlétisme dans la catégorie B12 (pour athlètes sévèrement malvoyants, mais qui ne sont pas atteints de cécité totale), elle remporte les médailles d'or dans les épreuves du 400 mètres (établissant un nouveau record paralympique en 59,79 secondes) et du 800 mètres (record paralympique en 2:18.05) ; elle obtient par ailleurs le bronze au 100 mètres. À la suite de la dislocation de l'URSS, elle prend part à la délégation de l'« équipe unifiée » (rassemblant les anciennes républiques soviétiques) aux Jeux de 1992 à Barcelone. Elle y obtient quatre médailles d'or et une d'argent aux épreuves de courses. Aux Jeux de 1996, représentant désormais la Russie, elle remporte à nouveau quatre médailles d'or, puis trois en 2000. Ce seront ses derniers titres paralympiques, mais pas ses derniers Jeux ; à Athènes aux Jeux de 2004 elle obtient l'argent au 800 mètres et le bronze au 1 500 mètres. À l'âge de 44 ans, elle se présente une dernière fois à ces deux épreuves pour les Jeux de 2008 à Pékin, mais, pour la première fois de sa carrière, termine au pied du podium, à la quatrième place aux deux courses. Outre ses treize médailles d'or paralympiques, elle a été dix-huit championne du monde dans sa catégorie, et quarante-trois fois championne européenne.
À la suite de sa carrière sportive, elle devient vice-présidente du Comité paralympique russe, et se lance en politique. Elle est élue députée à la Douma d'État (la chambre basse fédérale) lors des législatives de décembre 2011. Elle se consacre alors au développement du handisport en Russie.

## Palmarès auxJeux paralympiques
- Jeux paralympiques de 1988 à Séoul (représentant  l'URSS) : 
  -  Médaille d'or au 400 mètres B2
  -  Médaille d'or au 800 mètres B2
  -  Médaille de bronze au 100 mètres B2

- Jeux paralympiques de 1992 à Barcelone (représentant  l'Équipe unifiée) : 
  -  Médaille d'or au 200 mètres B2
  -  Médaille d'or au 400 mètres B2
  -  Médaille d'or au 800 mètres B2
  -  Médaille d'or au 1 500 mètres B2
  -  Médaille d'argent au 100 mètres B2

- Jeux paralympiques de 1996 à Atlanta (représentant  la Russie) : 
  -  Médaille d'or au 400 mètres T11
  -  Médaille d'or au 800 mètres T10-11
  -  Médaille d'or au 1 500 mètres T10-11
  -  Médaille d'or au 3 000 mètres T10-11

- Jeux paralympiques de 2000 à Sydney (représentant  la Russie) : 
  -  Médaille d'or au 800 mètres T12
  -  Médaille d'or au 1 500 mètres T12
  -  Médaille d'or au 5 000 mètres T12

- Jeux paralympiques de 2004 à Athènes (représentant  la Russie) : 
  -  Médaille d'argent au 800 mètres T12
  -  Médaille de bronze au 1 500 mètres T12